# Kerstin Bednarsky

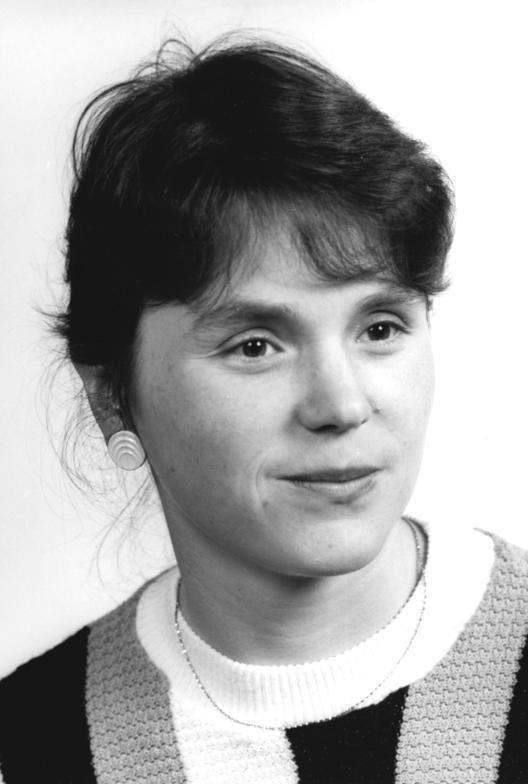
Kerstin Bednarsky 1990

Kerstin Bednarsky, geborene Behnisch (* 12. März 1960 in Eilenburg, Bezirk Leipzig, DDR) ist eine ehemalige deutsche Politikerin (SED/PDS/Die Linke). Sie war von 1981 bis 1990 für den DFD bzw. die PDS Abgeordnete der Volkskammer der DDR und im Anschluss von 1990 bis 2004 sowie von 2007 bis 2009 Mitglied des Landtages Brandenburg.

## Leben
Kerstin Behnisch wurde am 12. März 1960 im sächsischen Eilenburg als Tochter eines Handwerkers geboren. Nach dem Besuch der Polytechnischen Oberschule absolvierte sie von 1976 bis 1979 im VEB Dienstleistungskombinat Eilenburg eine Uhrmacherlehre. In diesem Betrieb war sie anschließend bis 1985 tätig. Umgezogen nach Cottbus, war Behnisch zunächst wieder als Uhrmacherin, später als Bearbeiterin von Eingaben der Bevölkerung im VE Kombinat Hauswirtschaftliche Dienstleistungen Cottbus von 1985 bis zur politischen Wende 1989 tätig. 2003 entschloss sich Bednarsky zu einem Fernstudium zur Heilerziehungspflegerin an der Hoffbauer-Stiftung in Potsdam-Hermannswerder, welches sie 2007 als staatlich anerkannte Heilerziehungspflegerin abschloss. Zu Studienbeginn war sie noch Landtagsabgeordnete, verlor dieses Mandat aber nach der Landtagswahl 2004. Studienbegleitend absolvierte sie von 2005 bis 2006 ein ehrenamtliches Praktikum in der Integrationskindertagesstätte „Janusz Korczak“ Cottbus. Danach war sie bis 2007 zunächst als Praktikantin, später als Angestellte in einem Cottbuser Baumaschinenverleih tätig. 
Kerstin Bednarsky lebt in Maust, ist verheiratet und Mutter eines Kindes, welches 2003 verstarb.

## Politik
Nach der in der DDR üblichen FDJ-Mitgliedschaft ab dem 14. Lebensjahr wurde Behnisch schon mit 19 Jahren Mitglied der SED und vertrat diese von 1979 bis 1981 in der Stadtverordnetenversammlung von Eilenburg. 1980 trat sie dem Demokratischen Frauenbund Deutschlands bei. Für den Frauenbund ließ sich Behnisch 1981 als Kandidatin der Volkskammer der DDR zu den Volkskammerwahlen aufstellen und vertrat den DFD, seit ihrer Hochzeit 1983 unter dem Namen Bednarsky, auch in der 9. Wahlperiode der Volkskammer. In der Volkskammer  war sie zunächst Mitglied des Jugendausschusses, in der 9. Wahlperiode Mitglied des Verfassungs- und Rechtsausschusses. 1987 wurde sie für ein Jahr zum Studium an die Bezirksparteischule Cottbus delegiert. Während der Wende und friedlichen Revolution verblieb sie in der in PDS umbenannten SED und kandidierte im März 1990 bei den ersten freien Volkskammerwahlen. Sie vertrat die PDS als deren Abgeordnete bis zur Auflösung des Parlaments im Oktober 1990.
Bei den Landtagswahlen am 14. Oktober 1990 in Brandenburg kandidierte sie erfolgreich für die PDS und vertrat diese als Abgeordnete auch in den beiden darauffolgenden Wahlperioden bis 2004. In der Cottbuser Kommunalpolitik machte sie sich zunächst ab 1992 als PDS-Stadtvorsitzende einen Namen. Dieses Amt hatte Bednarsky bis 1999 inne. 1993 und 1994 kandidierte sie für ihre Partei bei der Cottbuser Oberbürgermeisterwahl und kam dabei bis in die Stichwahl, welche sie aber verlor. Von 2000 bis 2004 war sie PDS-Kreisvorsitzende des Spree-Neiße-Kreises. Bei den brandenburgischen Landtagswahlen 2004 auf einem hinteren Listenplatz nominiert, verfehlte Bednarsky zunächst den Wiedereinzug in den Landtag. Am 1. November 2007 rückte sie für die ausgeschiedene Abgeordnete Kerstin Osten nach und war bis zum Ende der Legislaturperiode in 2009 erneut Landtagsabgeordnete.